# Laleta
Laleta är en ort i Bosnien och Hercegovina.   Den ligger i entiteten Federationen Bosnien och Hercegovina, i den sydöstra delen av landet, 50 km öster om huvudstaden Sarajevo. Laleta ligger 457 meter över havet och antalet invånare är 201.
Terrängen runt Laleta är huvudsakligen kuperad. Laleta ligger nere i en dal.Närmaste större samhälle är Goražde, 1,4 km öster om Laleta. 
I omgivningarna runt Laleta växer i huvudsak lövfällande lövskog. Runt Laleta är det ganska tätbefolkat, med 67 invånare per kvadratkilometer.